# باكونينيت
باكُّونينايت (بالإنجليزية: Pääkkönenite)‏ معدن فلزي رصاصي اللون بهذه الصيغة Sb2Asكبريت2. سمي باسم الجيولوجي الفنلندي، فييكو باكُّونين.